# آنوراگ باسو
آنوراگ باسو (انگلیسی: Anurag Basu؛ زادهٔ) کارگردان، بازیگر، فیلمنامه‌نویس و تهیه‌کننده اهل کشور هند است.

## فیلمشناسی
- سایه -۲۰۰۳
- قتل -۲۰۰۴
- گانگستر -۲۰۰۶
- زندگی در یک... مترو -۲۰۰۷
- بادبادک ها -۲۰۱۰
- من هستم-۲۰۱۰
- برفی! -۲۰۱۲
- کارآگاه جاگا -۲۰۱۵
- منچ-۲۰۲۰

وی همچنین برنده جوایزی همچون جوایز فیلم‌فیر شده‌است.